# Parque Köllnischer

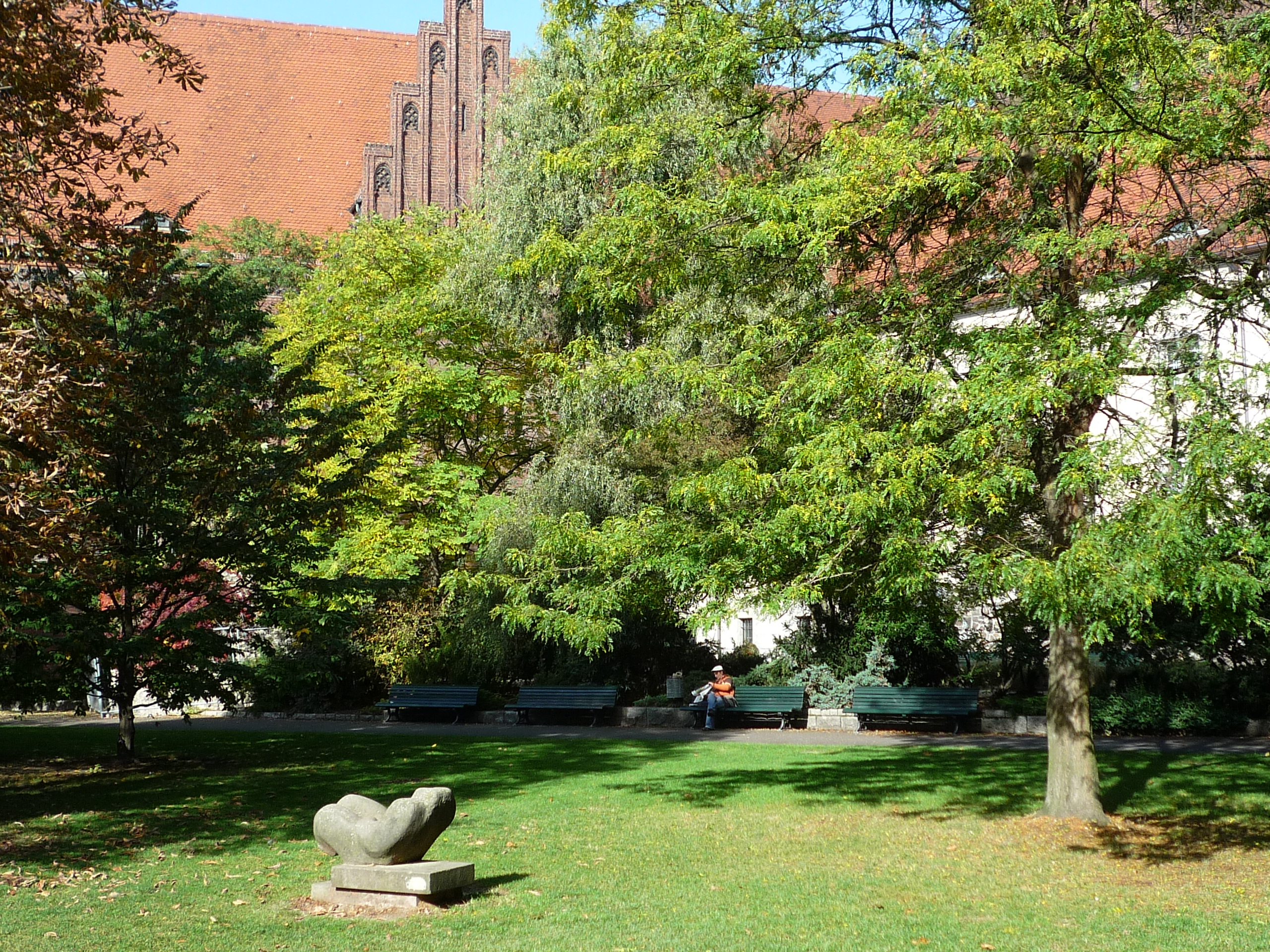
Parte del parque Köllnischer; el Museo Märkisches al fondo

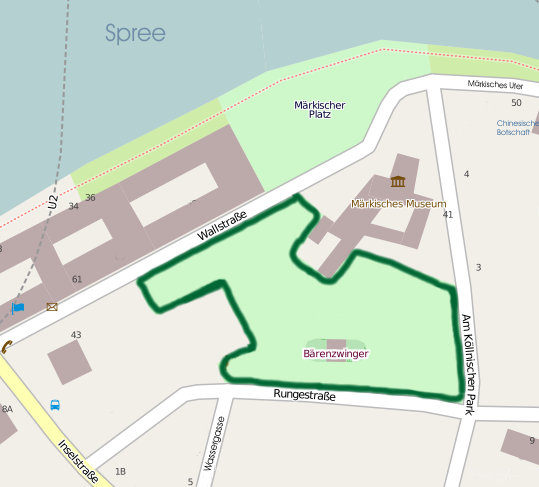
Ubicación del parque Köllnischer en relación con las calles y el Museo Märkisches

El parque Köllnischer es un parque público situado cerca del río Spree, en el distrito de Mitte de Berlín. Debe su nombre a Cölln, una de las dos ciudades que se unieron para formar Berlín; originalmente, el parque se encontraba en las afueras de esta ciudad. Con una superficie aproximada de 1 hectárea (2,5 acres), el parque surgió en los siglos XVIII y XIX en el emplazamiento de unas fortificaciones. Se rediseñó como parque público entre 1869 y 1873, y se volvió a modificar en el siglo XX con la adición primero de un recinto para osos, el Bärenzwinger, y más tarde de una exposición permanente de esculturas, el Lapidario. El parque es un monumento histórico de Berlín. 

## Ubicación y nombre
El parque se encuentra entre la Wallstraße, al norte; la Straße am Köllnischen Park, al este; la Rungestraße, al sur, y la Inselstraße, al oeste. Sus límites no están claramente delimitados; en el lado oeste hay algunos edificios entre el parque y la calle, entre ellos el antiguo edificio del Köllnisches Gymnasium, construido entre 1865 y 1868 y utilizado actualmente como escuela de música, y en el lado norte, frente al río, se encuentra el Märkisches Museum. El extremo oeste está dominado por un gran edificio de oficinas construido entre 1903 y 1904 como sede del Landsversicherungsanstalt, que en los últimos años ha sido utilizado por el Departamento de Desarrollo Urbano del Senado de Berlín. En el lado sur se encuentra el edificio del grupo alemán de seguros médicos Allgemeine Ortskrankenkasse, construido entre 1931 y 1932, que bajo la República Democrática Alemana fue la Parteihochschule Karl Marx.
Se puede acceder al parque a través de la estación de metro Märkisches Museum, línea U2, y del autobús número 147.  También está cerca del paseo marítimo que se ha creado a lo largo de la orilla del Spree al sur del Jannowitzbrücke.

## Historia

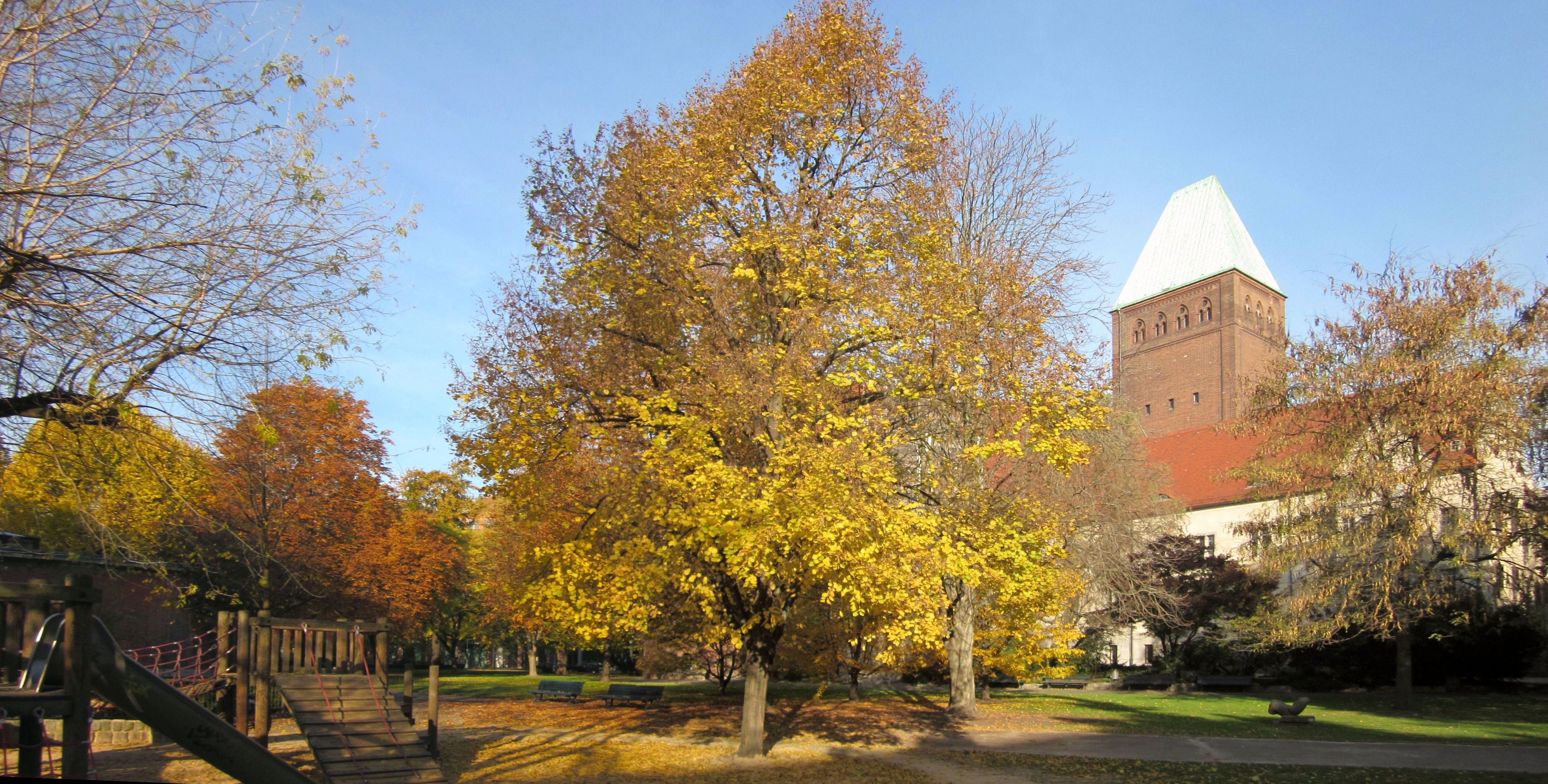
Vista del parque Köllnischer y al fondo el Museo Märkisches

En la Edad Media, el emplazamiento del parque Köllnischer se encontraba en las afueras de Cölln. Hasta mediados del siglo XVII, era un terreno bajo, pantanoso y sin urbanizar, propenso a las inundaciones del Spree. Tras la decisión de Federico Guillermo, el «Gran Elector», de rodear Berlín con fortificaciones, se construyó allí el Bastión VII, conocido en la época como «el baluarte del pantano». Las obras requirieron la creación de grandes terraplenes y duraron hasta 1683; el terreno pantanoso alrededor del baluarte no se drenó por completo hasta 1687. Tras tantos años de construcción, las obras ya estaban desfasadas militarmente y, a partir de 1700, solo sirvieron para controlar las entradas y salidas de visitantes y residentes, evitar la deserción y permitir el cobro de peajes a quienes entraban en la ciudad. En 1700 ya se habían plantado moreras en las murallas, pero solo se permitía pasear por ellas a personas de rango. Tras el considerable crecimiento de Berlín y la construcción del Muro Aduanero a su alrededor, el rey Federico Guillermo I (1688-1740) ordenó demoler las murallas defensivas. En los bastiones ya se habían edificado edificios civiles; en el bastión VII se construyeron un molino de viento y una casa para el molinero, lo que hizo que la parte oriental permaneciera en pie más tiempo que otras partes de las fortificaciones. Parte de los escombros de las fortificaciones demolidas se utilizaron para construir la calle Wilhelmstraße, y el resto se arrojó al foso defensivo fuera de las murallas.
En 1736, Federico Guillermo I cedió el solar del parque y el Museo Märkisches a uno de sus generales, Friedrich Sebastian Winnibald Truchseß, conde de Waldburg, quien construyó una casa y diseñó un extenso jardín. Tras su muerte en la batalla de Hohenfriedberg, David Splitgerber, comerciante y banquero, compró el terreno y recibió la parte restante del bastión oriental. A partir de 1750, se explotó la primera fábrica de procesamiento de azúcar de Berlín en ese lugar, y también se ampliaron y mejoraron los jardines. En 1779, el librero y escritor Friedrich Nicolai mencionó el jardín barroco: «Tiene zonas muy encantadoras; en particular, incluye un pabellón abierto en una elevación, que es pequeño, pero tiene árboles altos que crecen en él». La planta azucarera se vio obligada a cerrar en 1788 y los edificios del lugar se utilizaron posteriormente como almacén de tabaco, hospital, hospicio y manicomio. Más tarde se construyó allí el Museo Märkisches.Los herederos de Splitgerber vendieron el jardín y, en 1799, fue adquirido por una logia francmasona, la Große National-Mutterloge zu den drei Weltkugeln (Gran Logia Nacional Madre de los Tres Globos). Los francmasones construyeron un edificio para la logia que se inauguró en diciembre de 1800 y convirtieron el resto en un jardín paisajista, uno de los más atractivos de Berlín.
En 1858/59 se amplió la Inselstraße a través del jardín para conectar la Köpenicker Straße con el centro de la ciudad y la Logia se vio obligada a vender a la ciudad la mayor parte del terreno situado al este. En ese lugar se construyó el Köllnisches Gymnasium.Durante años se discutió el uso que se daría al resto del terreno; el deseo de conservar los árboles hizo que se rechazaran varias propuestas comerciales. El 15 de abril de 1869, la Asamblea de Diputados de la Ciudad (Stadtverordnetenversammlung) decidió establecer allí un parque infantil público (probablemente uno de los primeros de la ciudad) y un «lugar de paseo», según los planos elaborados por el primer director de jardines de la ciudad, Gustav Meyer, quien consiguió los fondos necesarios e instó a la rápida ejecución del plan. El plan incluía nuevas plantaciones, vallas y bancos. Esta renovación se completó en 1873. El parque alcanzó sus dimensiones actuales en 1883, tras el relleno del foso.Ludwig Hoffmann, arquitecto del Museo Märkisches (terminado en 1907), realizó entonces algunos cambios, entre ellos la creación de vistas a través del parque hacia el nuevo museo.La última gran modificación del parque tuvo lugar entre 1969 y 1971, con diseños de Eberhard Jaenisch, Stefan Rauner y Roswitha Schulz: se niveló un montículo que quedaba en el lugar del bastión, se añadió un parque infantil, se construyó una terraza detrás del museo y se creó el Lapidario.

## Atracciones

### Lapidario
El Lapidario es un museo al aire libre que alberga obras de arte realizadas principalmente en piedra, tanto originales como copias, que antiguamente decoraban edificios que ya no existen. Por ejemplo, en los muros de la terraza hay fragmentos de cinco cabezas talladas, de las claves de bóveda de las ventanas, supuestamente procedentes del antiguo ayuntamiento de Berlín, en la Spandauer Straße, y atribuidas a Georg Gottfried Weyhenmeyer; dos relieves alegóricos; rótulos de edificios de los siglos XVII y XVIII; una clave de bóveda de estilo gótico tardío, y un relieve de arenisca del siglo XVI procedente del Stadtschloss. 

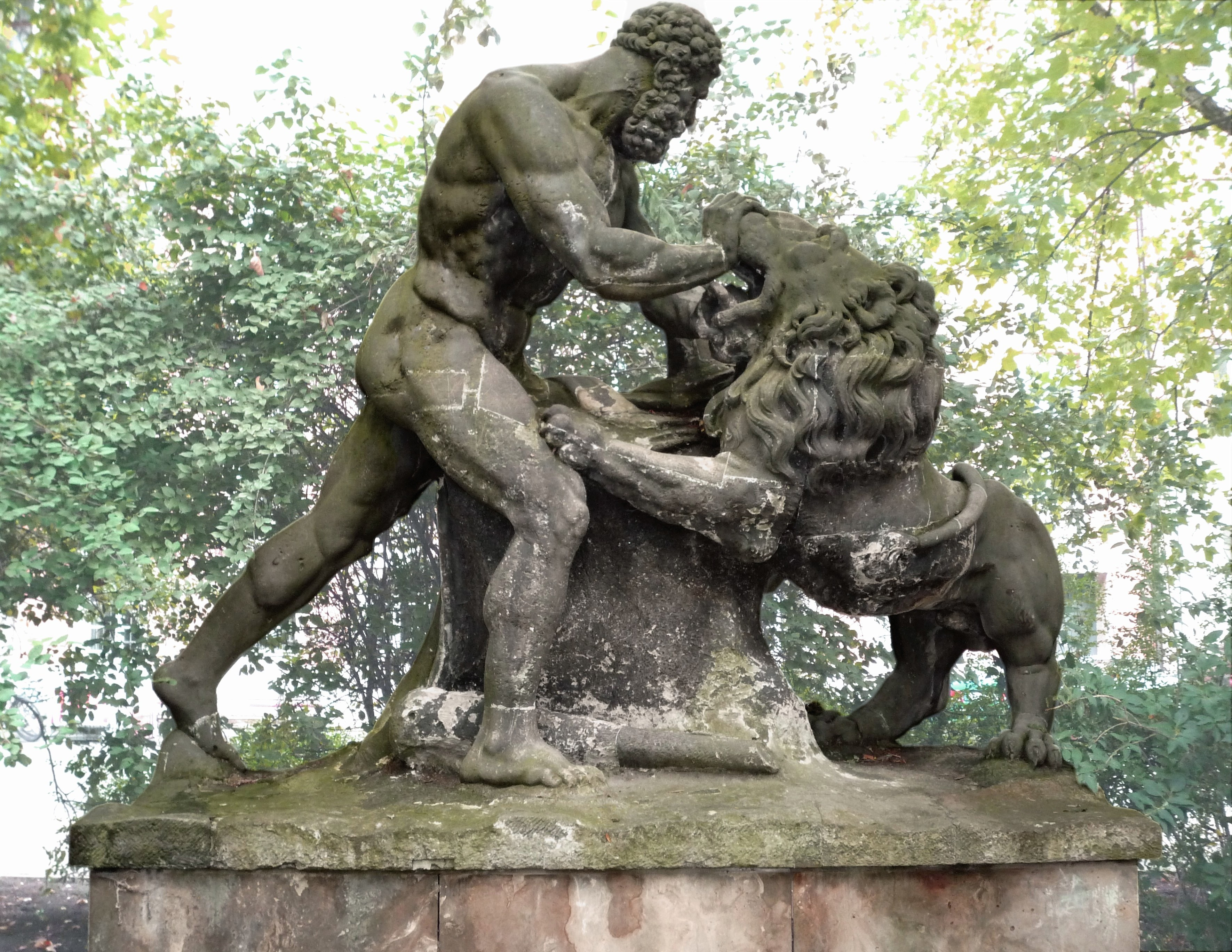
Hércules luchando contra el león de Nemea, de Gottfried Schadow

Las esculturas independientes incluyen, entre otras:
- Una escultura de arenisca de tamaño mayor al natural de Hércules luchando contra el León de Nemea, en la entrada oriental del parque, [1] fue modelada en 1787 por Gottfried Schadow y ejecutada en 1791 por Conrad Nicolas Boy. La obra, que originalmente decoraba un puente sobre el Königsgraben, fue trasladada en 1891 al Herkulesbrücke (Puente de Hércules) sobre el canal Landwehr. Se almacenó en 1934 y se instaló en el parque en 1971;[14]
- dos grupos de putti, también de piedra arenisca, procedentes de la balaustrada del Palacio Nuevo de Potsdam; [14]
- una fuente de terracota de mediados del siglo XIX, de estilo renacentista italiano, procedente del jardín de una villa del barrio de Hirschgarten, en Friedrichshagen;[14]
- un jarrón de arenisca de gran tamaño con asas en forma de cabeza de toro, creado según un modelo clásico por un artista de la escuela de Friedrich Christian Glume (1714-1752) para el ático de las columnatas de Sanssouci.[14]

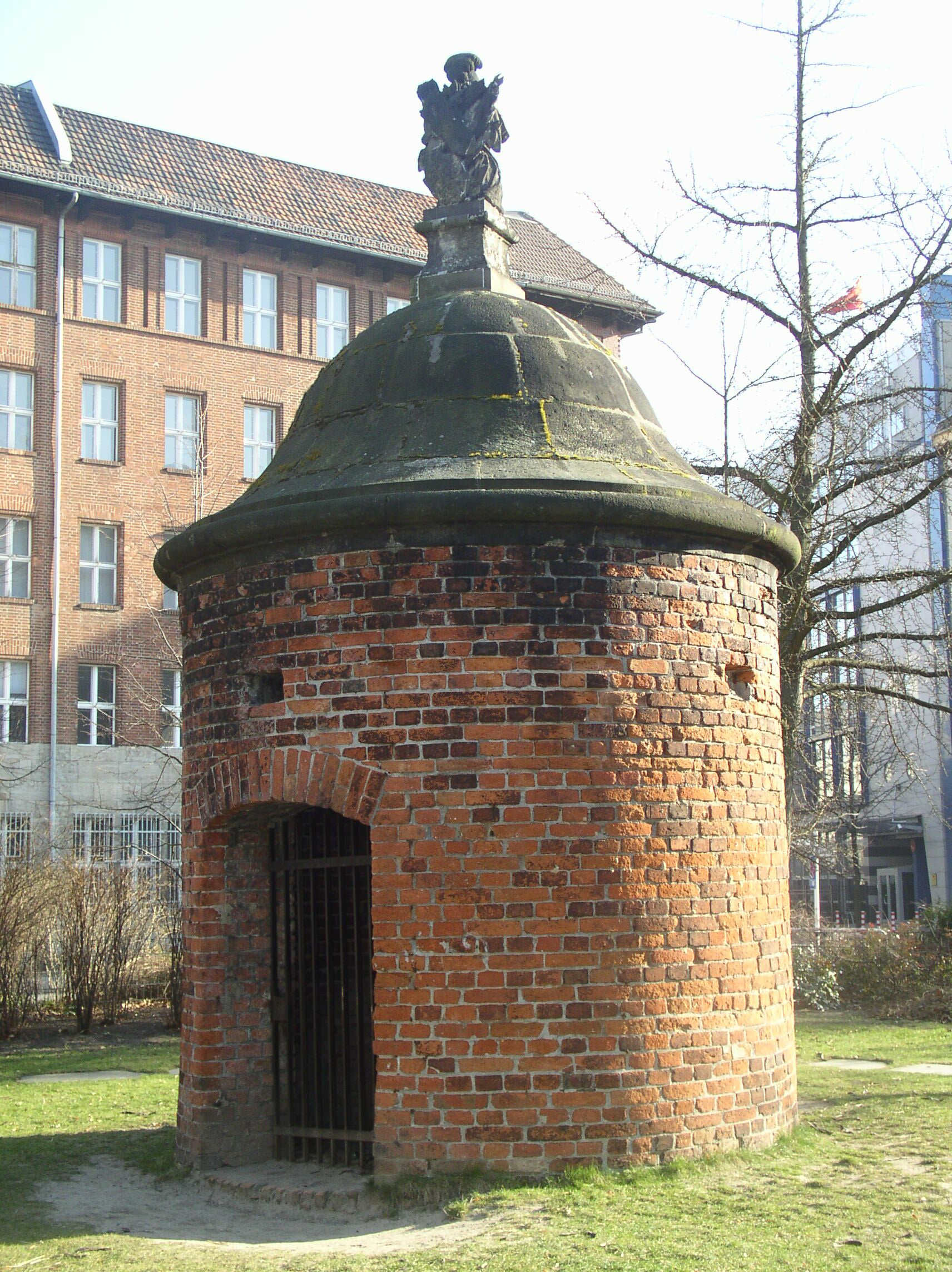
Wusterhausener Bär, una pequeña torre circular con paredes de azulejos

### Monumento a Zille y fuente neorrenacentista
Entre las esculturas del parque, es moderna y, por tanto, atípica la estatua de bronce del artista Heinrich Zille, creada en 1964-1965 por Heinrich Drake para una exposición en el parque Treptower y trasladada después al parque Köllnischer. El Ayuntamiento de Berlín la ha catalogado como monumento histórico.
En la esquina de la calle Rungestraße del parque hay una fuente histórica procedente de un jardín privado de Hirschgarten. Trasladada al parque en 1971, se realizó hacia 1860 y es una fuente neorrenacentista.

### Wusterhausener Bär
La Wusterhausener Bär (o Wusterhausischer Bär) es una pequeña torre redonda, con muros de azulejos y una cúpula de arenisca con forma de casco, rematada con un trofeo tallado de armas que antiguamente formaba parte de un azud que regulaba el nivel del agua en el foso que formaba parte de las defensas de la muralla. Bär deriva del latín berum, que significa «vertedero», y al parecer se le dio el nombre de Wusterhausen porque la carretera a esa ciudad pasaba por su emplazamiento original en el Bastión VII. En 1893 se trasladó al parque y ahora forma parte del Lapidario. Está catalogado como monumento emblemático de la ciudad.

## Edificios

### Museo Märkisches
El Museo Märkisches fue construido entre 1901 y 1907. Fue diseñado por Ludwig Hoffmann como un complejo de edificios que representan la arquitectura de la Marca de Brandeburgo y del norte de Alemania en general en los períodos románico, gótico y renacentista. 

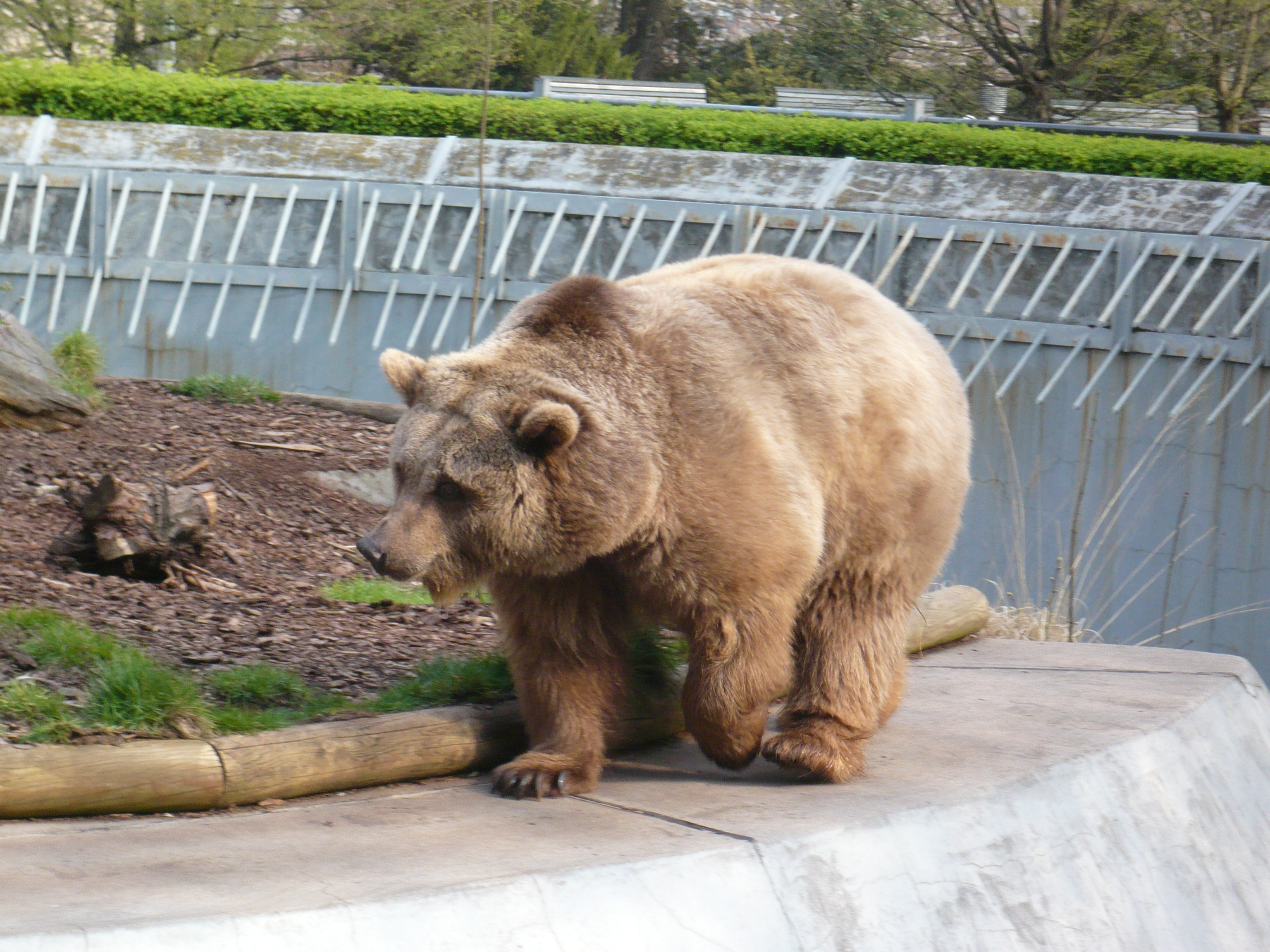
Uno de los osos berlineses en el Bärenzwinger

### Bärenzwinger
Junto a la entrada sur del parque se encuentra el Bärenzwinger (foso de los osos). Se construyó entre 1938 y 1939 en el emplazamiento de un antiguo depósito de saneamiento, también diseñado por Ludwig Hoffmann y ya decorado con más de 50 placas de Otto Lessing que representan osos. Consta de zonas para dormir interiores y zonas de ejercicio al aire libre que han albergado hasta cinco osos (el animal blasón de Berlín), que son las mascotas oficiales de la ciudad. El impulso para construir el Bärenzwinger fue una carta de Wilfried Bade al periódico Berliner Zeitung am Mittag (actualmente B.Z.), que apareció al día siguiente de finalizar la celebración del 700 aniversario de la ciudad. A pesar de las objeciones de algunos funcionarios nazis, que afirmaban que había cosas más importantes que hacer en lo que resultó ser el período previo a la Segunda Guerra Mundial, el alcalde, Julius Lippert, se encargó de su realización. Dos de los osos originales fueron regalos de Berna, que también tiene un oso en su escudo. En 1949 se reabrió con dos nuevas osas, también de Berna; una de ellas, Jente, tuvo 33 oseznos (cuatro parejas de trillizos y nueve de gemelos) antes de ser trasladada al zoológico. La última osa oficial de la ciudad, Schnute, vivió allí hasta su muerte en 2015,y su hija Maxi también vivió allí hasta su muerte en agosto de 2013.El Bärenzwinger es un monumento protegido de Berlín. En 1990 estuvo amenazado de cierre por falta de fondos para la modernización necesaria, pero el Senado de Berlín financió el proyecto tras las protestas públicas. Se instaló calefacción por suelo radiante en las jaulas y una cúpula con claraboya, y se renovó el suministro eléctrico. El centro reabrió sus puertas en 1993 y celebró su 70 aniversario en 2009. Algunos defensores de los animales, entre ellos el responsable de protección animal de la ciudad, han pedido su cierre por considerarlo anticuado e inhumano.debido a la falta de recursos.

### Edificio Landesversicherungsanstalt
Al este del parque, en Am Köllnischen Park 3, se encuentra un gran edificio de oficinas diseñado por Alfred Messel como sede de la Landesversicherungsanstalt Berlin, la seguridad social de Berlín dentro del sistema de seguros de vejez e invalidez de Bismarck. Construido entre 1903 y 1904, el edificio recuerda al Museo Märkisches, construido en la misma época, por su uso del ladrillo rojo en la fachada y por su estilo expresionista-barroco, con pilastras gigantes que se elevan ininterrumpidamente desde la calle hasta la línea del tejado, entre las cuales hay elementos decorativos de piedra caliza en forma de balaustradas parecidas, figuras alegóricas y cartelas con símbolos artesanales, como una plancha entre pares de tijeras. En la entrada sur hay una escultura de un grupo de hombres de estilo clásico con el lema Ein für alle - alle für einen (Uno para todos, todos para uno). El edificio tenía originalmente una torre, que fue destruida en la Segunda Guerra Mundial.Tras la guerra, fue sede de la Administración de la Seguridad Social de Alemania Oriental. Actualmente alberga las oficinas del Departamento de Desarrollo Urbano del Senado de Berlín y uno de los patios ha sido techado y alberga una exposición permanente de planes para la remodelación de la ciudad. Forma parte de un conjunto de edificios a ambos lados del Museo Märkisches que están registrados como monumentos de la ciudad. 

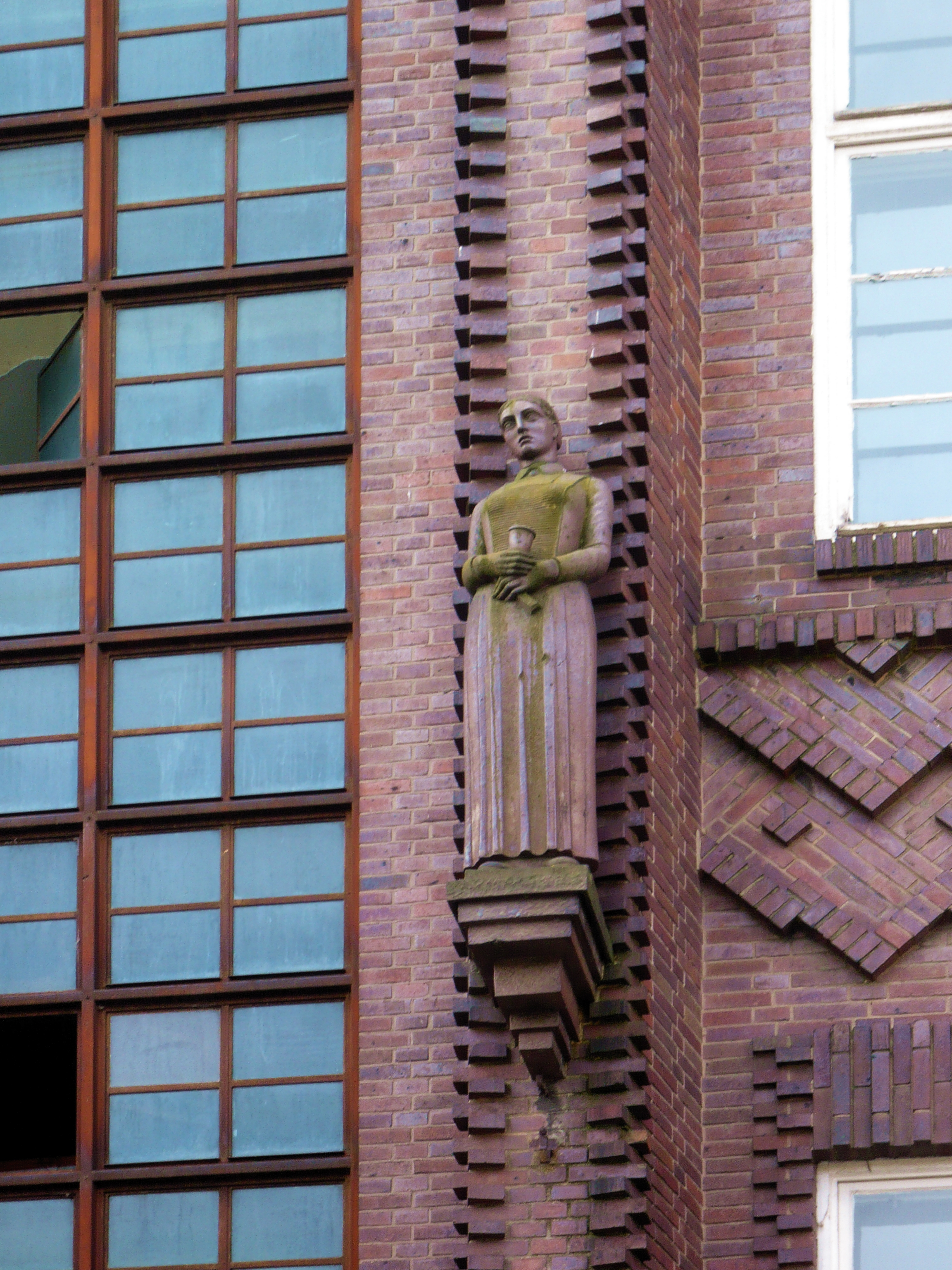
Detalle de la fachada del edificio AOK

### Edificio AOK
El edificio de oficinas de seis plantas, con estructura de acero y ladrillo violáceo, se encuentra en el lado sur del parque, en las calles Rungestraße 3-6 y 7, frente al Bärenzwinger, y fue diseñado por Albert Gottheiner (su último trabajo antes de verse obligado a abandonar Berlín) y construido entre 1931 y 1932 como sede de la filial berlinesa del grupo asegurador Allgemeine Ortskrankenkasse (AOK). La fachada es «un ejemplo sobresaliente de la arquitectura expresionista tardía», con ladrillos decorativos y pilares, de los cuales los seis de las secciones de la escalera flanqueante están realzados por estatuas de terracota. Bajo la República Democrática Alemana, el edificio albergó a partir de 1955 la Academia del Partido de la Unidad Socialista, en el gobierno. A mediados de los años setenta se construyó una moderna ampliación, diseñada por un equipo de arquitectos dirigido por Friedrich Kalusche. Durante este periodo, el edificio pasó a llamarse Haus am Köllnischen Park. En el verano de 1990, tras la reunificación alemana, la institución cerró y el edificio volvió a manos de la AOK. Desde 2007, alberga su división jurídica. Es un monumento urbano registrado. 

### Establecimiento de baño público
En el lado oeste del parque se encuentra el Volksbadeanstalt, diseñado por Ende y Böckmann y construido en 1888 como baño público. La Berliner Verein für Volksbäder lo erigió, junto con otro en la Gartenstraße, con ayuda municipal,con el fin de «permitir a los habitantes menos prósperos de Berlín beneficiarse de un baño caliente en todas las estaciones del año al precio más económico posible».Los edificios tenían un aspecto «industrial-inglés» y estaban organizados horizontalmente, con una sección central más alta que daba una impresión de «importancia, equilibrio y pragmatismo», y estaban ornamentados con arcos de medio punto sobre puertas y ventanas, así como con un motivo de bellotas.

## Vistas históricas del parque y sus alrededores
| |
| Barricadas callejeras durante la Revolución Alemana de 1918-1919; al fondo, edificio del Landesversicherungsanstalt, con su torre ahora destruida. |

|                                |
| Visita al Bärenzwinger en 1951 |

|                              |
| Jugando en la fuente en 1972 |

|                                     |
| Escena en el Memorial Zille en 1979 |